# Mietvilla Einsteinstraße 9 (Radebeul)
Die Mietvilla Einsteinstraße 9 liegt in der Einsteinstraße 9 der Gemarkung Radebeul der sächsischen Stadt Radebeul. Dort wohnte unter anderem um 1915 der Chemiker der Chemischen Fabrik v. Heyden, Friedrich Ernst Todtenhaupt.

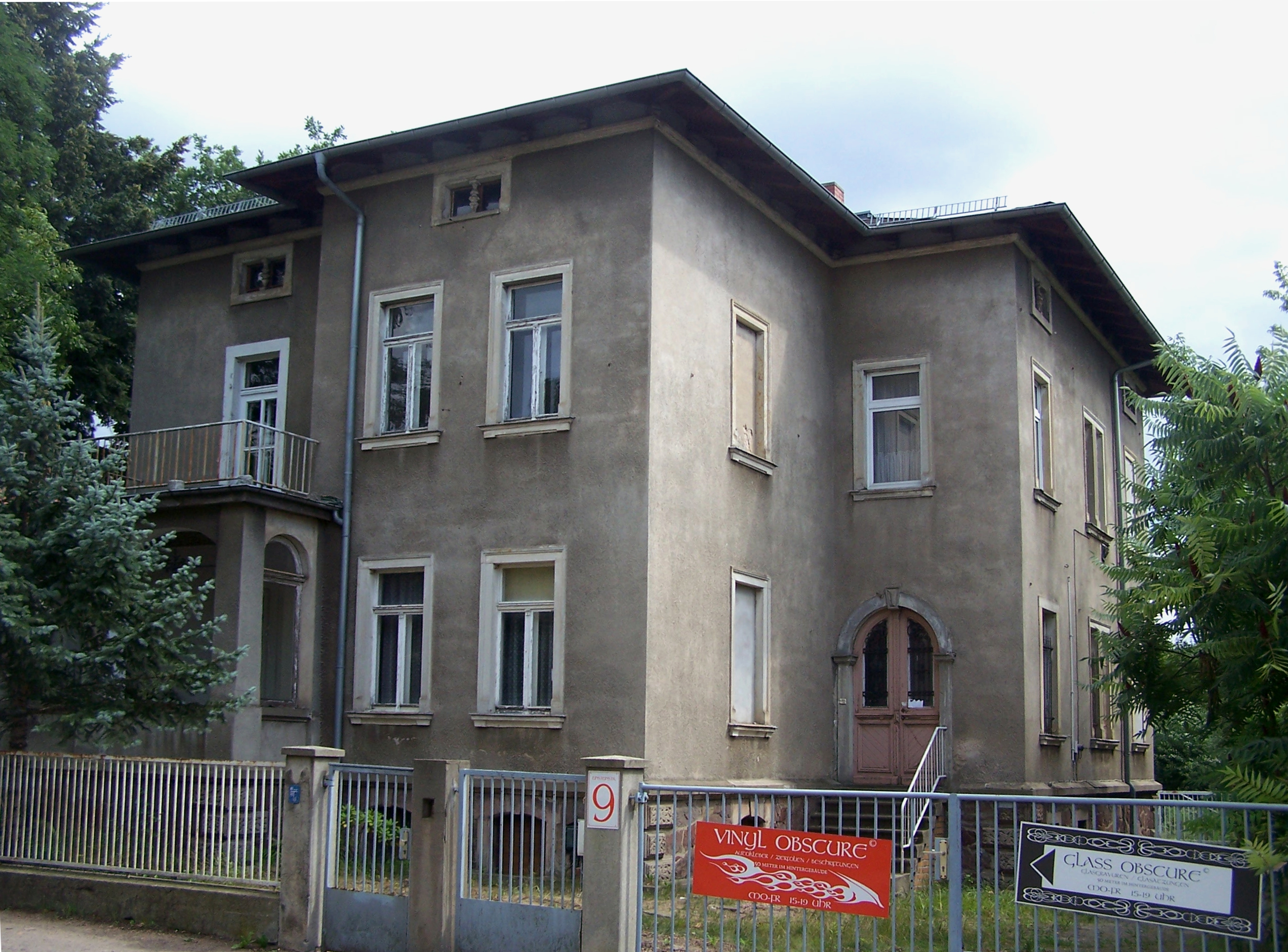
Einsteinstraße 9 in Radebeul (2011)

## Beschreibung
Die zweigeschossige Mietvilla hat einen Kniestock sowie ein flaches, weit vorkragendes Walmdach mit kleiner Dachplattform. Das Dach ist schiefergedeckt.
Die Mietvilla steht zu Teilen unter Denkmalschutz. Die geschützten Ausstattungsteile von 1896 sind der „Nordostraum im EG [der Villa] mit weitgehend originaler Ausstattung sowie Ofen im Nebenraum“. Der Denkmaleintrag detailliert wie folgt: „original erhaltener Raum mit Stuckdecke und alten Türen einschließlich Rahmungen und Supraporten sowie Kachelofen im Nebenraum, bedeutsame historisierende Interieurs, baugeschichtlich bedeutend“.